# Skalka (Malá Fatra)
Skalka (1308 m n. m.) je hora v Malé Fatře na Slovensku. Nachází se v rozsoše vybíhající západním směrem z vrcholu Krížava (1457 m), od kterého je oddělena mělkým sedlem. Rozsocha se zde dělí na dvě větve: západní, která pokračuje přes vrchol Mylný grúň (1008 m) k vrcholu Žiar (1029 m), a severozápadní, která pokračuje k vrcholu Kobylie (1066 m), kde se opět větví na západní větev s vrcholy Kozol (1119 m) a Polomec (758 m) a severozápadní větev s vrcholy Ostrá (942 m) a Čipčie (920 m). Severní svahy hory spadají do Turské doliny, západní do Medzihorské doliny a jižní do Stránské doliny. Vrcholové partie jsou pokryty horskými loukami a poskytují dobré výhledy.

## Přístup
- po zelené  značce z rozcestí Pod Krížavou nebo z obce Turie